# Acreúna
Acreúna é um município brasileiro do interior do estado de Goiás, Região Centro-Oeste do país.
Seus bairros são: Setor Núria, Sol Nascente, Setor Sul, Serra Dourada, Novo Horizonte, Ana Carla, Nova Acreúna, Vila Rica, Manahim, Canadá, Canaã, Leide das Neves.

## História

### Origem do nome da cidade
O nome Acreúna é devido ao fato da cidade ter sido construída às margens da rodovia BR-060, que ligava Goiânia ao Acre, e por estar no município de Paraúna. Com a junção de "Acre" e "una", deu-se origem o nome "Acreúna".

## Geografia
Sua população estimada em 2020 pelo IBGE era de 22 546 habitantes.

## Economia
Sua economia é baseada na agropecuária, no passado recente era grande produtora de e benificadora de algodão.

## Habitantes
A cidade tem cerca de 20 mil habitantes.

## Infraestrutura

### Educação
Existem 2 escolas particulares, 3 escolas estaduais, 4 escolas municipais e 4 CMEI's (Centros municipais de educação infantil).
- Escolas particulares: Colégio São Benedito (Objetivo) e Colégio Máximo.
- Escolas estaduais: Colégio Ary Ribeiro Valadão Filho, Colégio Estadual Domingos Alves Pereira, Escola Estadual Ana Nastre de Melo.
- Escolas municipais: Escola Municipal Tia Lourdes, Escola Municipal Nossa Senhora Aparecida, Escola Municipal João Batista Filho, Escola Municipal Décio Felipe.
- CMEI's: CMEI Vanda Borges, CMEI Marcelo, CMEI Maria Ângela e CMEI Everton.

### Mídia
A cidade de Acreúna tem duas rádios: 
- Rádio Canadá FM (comercial, transmitindo na frequência 91,7)
- Rádio Liberdade FM (comunitária, transmitindo na frequência 87,9)